# أندرو ليونغ
أندرو ليونغ (بالصينية: 梁君彥) هو قاضي صلح ‏ وسياسي بريطاني وصيني، ولد في 24 فبراير 1951 بهونغ كونغ في الصين. حزبياً، نشط في Business and Professionals Alliance for Hong Kong ‏ (2012 – ) وEconomic Synergy ‏ (2008 – 2012) والحزب الليبرالي ‏ (1993 – 2008). وقد انتخب عضو المجلس التشريعي لهونغ كونغ وقد انضم خلال فترته النيابية ‏  للكتلة البرلمانية Business and Professionals Alliance for Hong Kong ‏ وانتخب عضو في اللجنة الوطنية لجمهورية الصين الشعبية خلال فترته النيابية ‏ وانتخب President of the Legislative Council of Hong Kong ‏ (12 أكتوبر 2016 – ).